# Phùng Văn Nhiên
Phùng Văn Nhiên (Nam Dinh, 23 novembre 1982) è un calciatore vietnamita, difensore del Vicem Hải Phòng.

## Carriera

### Club
Comincia a giocare al Nam Định. Nel 2008 si trasferisce all'HAGL. Nel 2015 viene acquistato dal Vicem Hải Phòng.

### Nazionale
Ha debuttato in Nazionale nel 2002. Ha partecipato, con la Nazionale, alla Coppa d'Asia 2007. Ha collezionato in totale, con la maglia della Nazionale, 20 presenze.